# وانگ لینگ
وانگ لینگ (انگلیسی: Wang Ling؛ زادهٔ ۹ ژوئن ۱۹۷۸) بازیکن بسکتبال زن اهل چین بود. وی در بازی‌های المپیک تابستانی ۲۰۰۴ شرکت کرده‌است.